# Madagaskarkwikstaart
De madagaskarkwikstaart (Motacilla flaviventris) is een zangvogel uit de familie Piepers en kwikstaarten.

## Verspreiding en leefgebied
Deze soort is endemisch in Madagaskar.